# Werelderfgoed in Micronesië
Tot het UNESCO werelderfgoed in Micronesië behoort één werelderfgoed. Deze werd in 2016 ingeschreven.

## Werelderfgoederen

### Actuele Werelderfgoederen
Deze lijst toont de werelderfgoederen in Micronesië in chronologische volgorde (C – Cultuurerfgoed; N – Natuurerfgoed).
| Naam                                               | Jaar | Soort | Beschrijving | Afbeelding |
| -------------------------------------------------- | ---- | ----- | ------------ | ---------- |
| Nan Madol: ceremonieel centrum van Oost-Micronesia | 2016 | C     |              |            |

### Als Werelderfgoed genomineerde objecten
Op de voorlopige lijst van de UNESCO worden objecten ingeschreven die naar het inzicht van de betreffende regering potentieel voor de erkenning als werelderfgoed in aanmerking komen. Dit zegt niets over een eventuele daadwerkelijke succesvolle inschrijving op de lijst. Tegenwoordig (2024) is op de voorlopige lijst een object uit Micronesië ingeschreven.
| Naam                                   | Jaar | Soort | Beschrijving | Afbeelding |
| -------------------------------------- | ---- | ----- | ------------ | ---------- |
| Regionale steengeldlocaties van de Yap | 2004 | C     |              |            |

### Objecten voorheen op de Kandidatenlijst
Deze objecten werden van de voorlopige lijst verwijderd en door nieuwe vervangen.
| Naam                                                                      | Jaar      | Soort | Beschrijving | Afbeelding |
| ------------------------------------------------------------------------- | --------- | ----- | ------------ | ---------- |
| Ceremoniële locaties van de vroege Micronesische staat: Nan Madol en Lelu | 2012-2016 | C     |              |            |